# Venedig (Königsberg)
Venedig hieß eine ehemalige Insel in Königsberg (Preußen).
Von der Vorstädtischen Klapperwiese und dem Philosophendamm begrenzt, führte sie von der Klapperwiese zum Aschhof. Der Volksmund nannte das Gräbengewirr „Venedig“. 1763 wurde der Name amtlich und blieb es auch, als die Gräben 1788 zugeschüttet wurden. Der Kielgraben wurde erst 1905 beseitigt.